# Змијањски вез
Змијањски вез је специфична техника коју практикују жене Змијања у Републици Српској. Од средине 19. вијека до данас задржао је своју орнаменталну форму, специфичне је израде, тамноплаве боје и у његовој изради увијек се користе одређене технике. Овај вез представља специфичну технику коју су практиковале жене на Змијању, висоравни поред Бање Луке, а користи се за украшавање женске одјеће и домаћинства, укључујући вјенчанице, мараме, хаљине и постељину. Змијањски вез увршћен је на репрезентативну УНЕСКО-ву листу нематеријалног културног насљеђа и тако је постао свјетско добро, јер садржи снажну симболику која се преноси генерацијама, те промовише креативност, друштвену једнакост и разноликост.

## Спољашњи извори
- Змијањски вез на листи Унеска[мртва веза]
- Змијањски вез на сајту Унеска

( Змијањски вез у аранђеловачком музеју („Политика”, 23. март 2023)